# Nsungwepithecus
 Nsungwepithecus  ist eine ausgestorbene Gattung der Primaten, die während des Oligozäns in Ostafrika vorkam. Das bislang einzige, in der Nähe der Stadt Mbeya in Tansania entdeckte Fossil, das dieser Gattung zugeschrieben wird, wurde in die Zeit vor rund 25 Millionen Jahren datiert. Die einzige beschriebene Art der Gattung ist Nsungwepithecus gunnelli.

## Namensgebung
Die Bezeichnung der Gattung Nsungwepithecus verweist auf die Nsungwe-Formation benannte Gesteinsschicht des Rukwa-Beckens im südwestlichen Tansania, aus der der Holotypus von Gattung und Art geborgen wurde. Die zweite Hälfte des Gattungsnamens ist abgeleitet aus dem griechischen Wort πίθηκος (altgriechisch ausgesprochen píthēkos: „Affe“). Das Epitheton gunnelli ehrt den US-amerikanischen Paläontologen Gregg F. Gunnell (1954–2017) „für seine zahlreichen Beiträge zur Paläontologie der Primaten.“

## Erstbeschreibung
Holotypus von Nsungwepithecus ist das Fragment eines linken Unterkiefers mit erhaltenem Molar M3 mit der Sammlungsnummer RRBP 11178 (RRBP = Rukwa Rift Basin Project) vom Fundort Nsungwe 2B. Das Fossil wurde während der Grabungskampagne 2011/12 geborgen. Es lag zwischen zwei vulkanischen Tuffschichten, für die mit Hilfe der Uran-Blei-Datierung ein Alter von 25,237 und 25,214 Millionen Jahren ermittelt wurde.
Aufgrund der Beschaffenheit des einzig erhaltenen Zahns wurde das Fossil der Überfamilie der Geschwänzten Altweltaffen, das heißt dem Formenkreis der Meerkatzenverwandten, zugeschrieben. Laut der im Mai 2013 publizierten Erstbeschreibung weist der Zahn im Vergleich mit anderen fossilen Funden, die der Überfamilie angehörig sind, eine einzigartige Kombination von neun Merkmalen auf, aufgrund derer für ihn eine neue Gattung begründet werden musste. Zu diesen Merkmalen gehört insbesondere die erhebliche Größe des Zahns, die ungeteilte mesiale Zahnwurzel, niedrige und abgerundete Zahnhöcker sowie ein deutlich erkennbarer, zentral angeordneter, als Hypoconulid bezeichneter Nebenhöcker am hinteren Zahnende.

## Bedeutung des Fundes
Mit Hilfe der molekularen Uhr haben Genetiker berechnet, dass sich vor rund 25 bis 30 Millionen Jahren in der Verwandtschaftsgruppe der Altweltaffen die zu den heutigen Menschenartigen führende Entwicklungslinie von der zu den Geschwänzten Altweltaffen (hierzu gehören u. a. Meerkatzen, Paviane und Makaken) getrennt hat. Da die exakte „Ganggeschwindigkeit“ der molekularen Uhr, das heißt, die Häufigkeit von Mutationen in vergangenen Epochen, unbekannt ist, ist die Kalibrierung der molekularen Uhr auf verlässlich datierte Fossilienfunde angewiesen. Jedoch gab es bis zur Entdeckung des Fossils von Nsungwepithecus nur drei wissenschaftlich beschriebene Primaten-Gattungen (Kamoyapithecus, Saadanius und Propliopithecus), die älter als 20 Millionen Jahre sind. Erst der gemeinsame Fund von Nsungwepithecus – einem Geschwänzten Altweltaffen – und des in derselben Fundschicht geborgenen Fossils von Rukwapithecus – einer Gattung der Menschenartigen – hat, sollten die Interpretationen beider Funde Bestand haben, einen paläontologischen Beleg für die Auftrennung beider Entwicklungslinien im oberen Oligozän erbracht.
Als Mitverursacher der Trennung beider Entwicklungslinien in dieser Epoche wurden tektonische Prozesse (Hebungen) im Bereich des ostafrikanischen Grabensystems beschrieben.

## Belege
1. 1 2  Nancy J. Stevens et al.: Palaeontological evidence for an Oligocene divergence between Old World monkeys and apes. In: Nature. Band 497, 2013, S. 611–614, doi:10.1038/nature12161.
2. ↑  Nachruf in The Cedar Springs Post vom 2. November 2017.
 Gregg Gunnell, Fossil Hunter, Dies at 63. Nachruf vom 25. September 2013 auf dem Server der Duke University
3. ↑  Jan E. Janečka et al.: Molecular and Genomic Data Identify the Closest Living Relative of Primates. In: Science. Band 318, Nr. 5851, 2007, S. 792–794, doi:10.1126/science.1147555.
4. ↑  Fossils indicate common ancestor for two primate groups. Auf: nature.com vom 15. Mai 2013.
5. ↑  Vorfahren moderner Primaten: Funde füllen Lücken im Stammbaum. Auf: spiegel.de vom 17. Mai 2013.
6. ↑  Fossils May Pinpoint Critical Split Between Apes and Monkeys. Auf: sciencemag.org vom 15. Mai 2013.
7. ↑   Eric M. Roberts et al.: Initiation of the western branch of the East African Rift coeval with the eastern branch. In: Nature Geoscience. Band 5, 2012, S. 289–294, doi:10.1038/ngeo1432.